# Mănăstirea Cozia
Mănăstirea Cozia este un complex monahal medieval, situat în orașul Călimănești, pe malul râului Olt. Este o ctitorie a domnului Mircea cel Bătrân, extinsă și renovată de-a lungul istoriei sale multiseculare.
Paul de Alep, în jurnalul călătoriei sale în Țara Românească între 21 august 1656 - 13 octombrie 1658 scria despre Cozia: „În limba lor înțelesul numelui acestei mănăstiri, Cozia este „fortăreață de pământ din pricina nenumăraților munți din această țară”. Mănăstirea Cozia, în ansamblul ei, este inclusă în Lista monumentelor istorice din România, având codul de clasificare cod LMI VL-II-a-A-09697.
Mănăstirea Cozia a constituit de-a lungul timpului un puternic focar de cultură românească. Prin hrisoavele domnești din 28 martie 1415, 18 martie 1419, 16 iunie 1436 și 17 aprilie 1448 se atestează că aici funcționa o școală mănăstirească încă din 1415. Primul dascăl a fost părintele Sofronie, starețul mănăstirii. Logofătul Filos, logofăt al marelui voievod Mircea cel Bătrân a compus versuri și imnuri religioase, el fiind considerat primul poet român.
Mardarie Cozianul a alcătuit la 1696 Lexiconul slavo-român, necesar școlii. Despre funcționarea școlii pomenește la 12 mai 1772 și Arhimandritul Ghenadie, care a venit la Cozia „din mică copilărie, unde am învățat și carte”. Nu departe de Cozia, la Jiblea, (azi cartier al orașului Călimănești) exista în secolul al XVIII-lea o școală sătească, condusă de Barbu, elev al școlii mănăstirești.

## Istoric

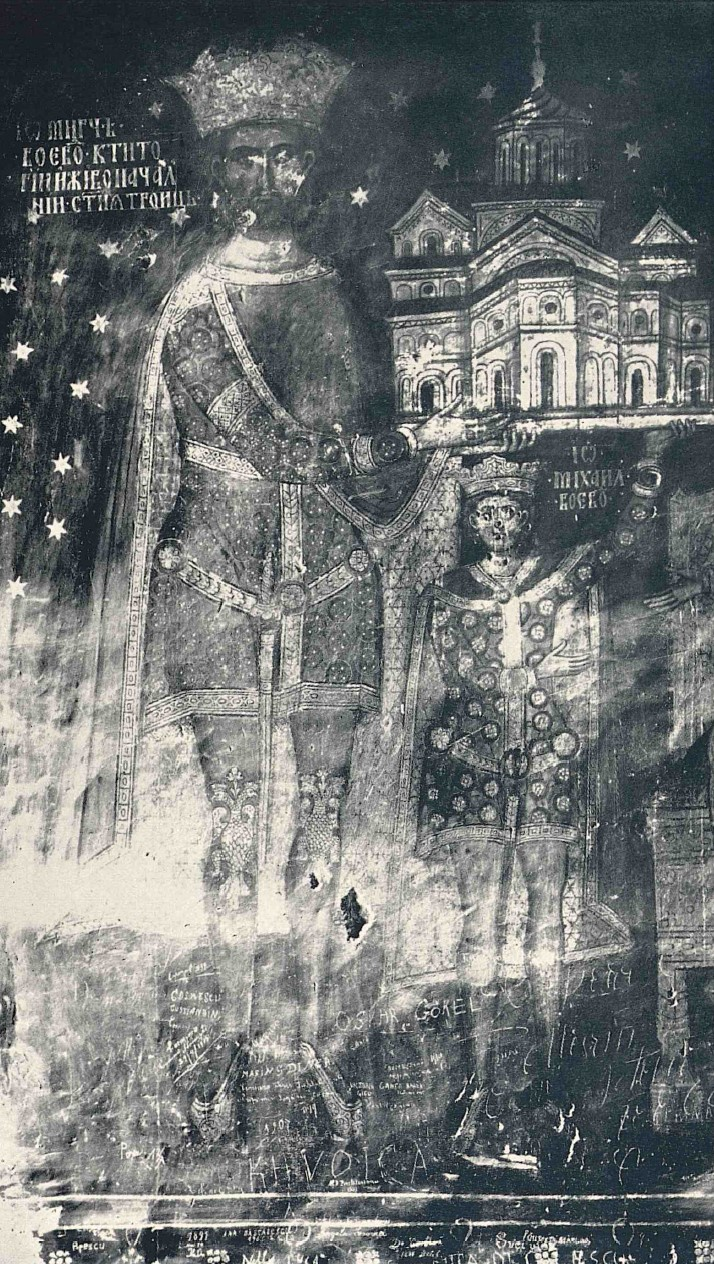
Tabloul votiv al lui Mircea cel Bătrân, cu fiul Mihăilă, din biserica mare a mănăstirii, înainte de renovare.

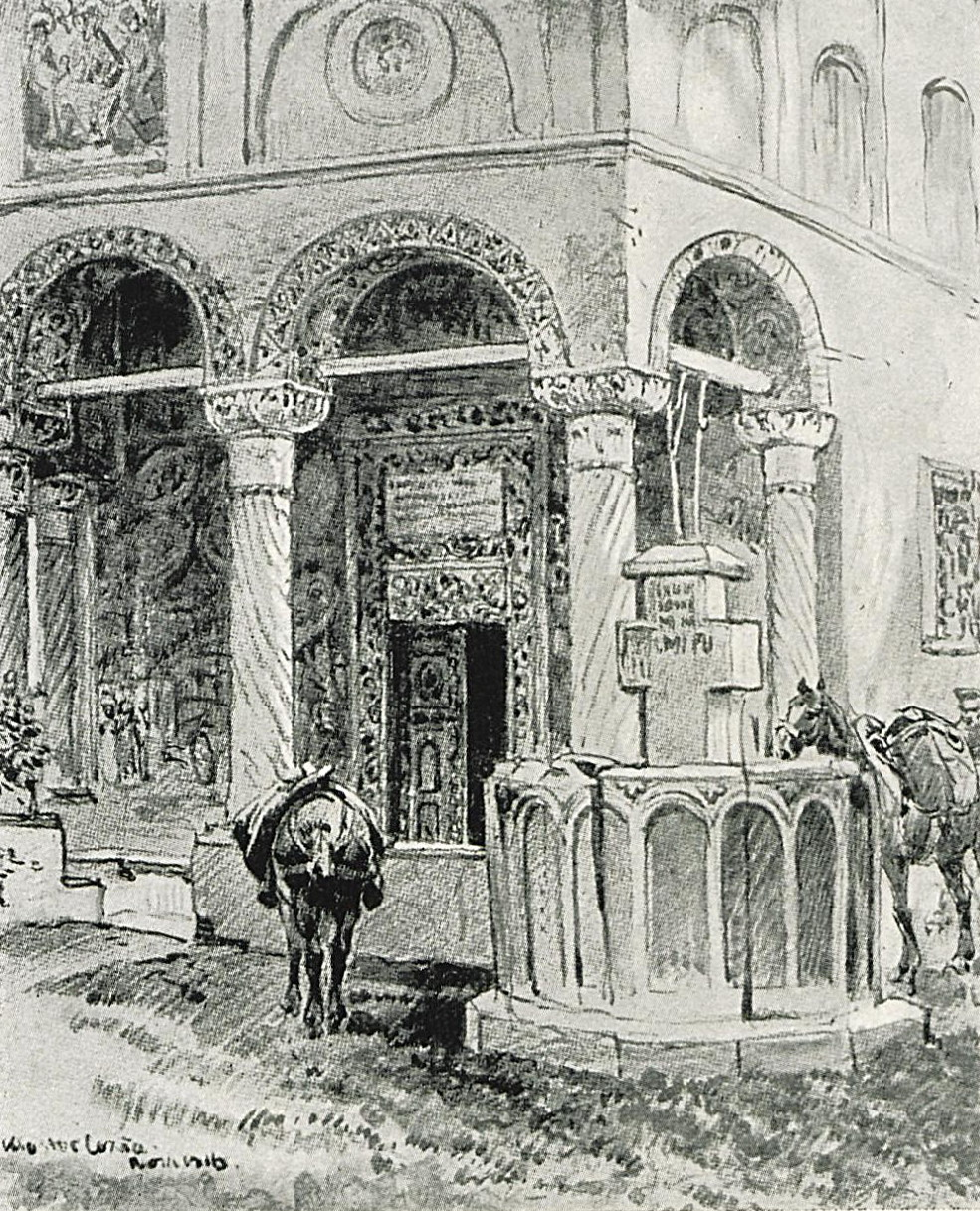
Trupe germane de ocupație, 1916

Mănăstirea a fost construită, conform legendei, în apropierea altei mănăstiri construită de Negru Vodă. Biserica mare a mănăstirii, cu hramul „Sfânta Treime”, a fost ridicată între anii 1387-1391, ctitor fiind voievodul Mircea cel Bătrân. A fost sfințită la 18 mai 1388, așa cum reiese din hrisovul lui Mircea cel Bătrân, în care se spunea: 
„...a binevoit domnia mea să ridic din temelie o mănăstire la locul numit Călimănești pe Olt, care a fost înainte satul boierului domniei mele Nan Udobă.”
Hrisovul este totodată și actul de atestare a localității Călimănești din județul Vâlcea.
Decorațiile fațadelor bisericii cu rozete de piatră, rânduri orizontale de cărămidă și piatră în stil bizantin și cadre verticale sunt fără precedent în arhitectura muntenească și sunt tipice din Școala Morava sârbească. De altfel, asemănarea puternică cu biserica Lazarica indică faptul că Mircea cel Bătrân a angajat meșteri sârbi.
Pictura interioară a fost realizată între anii 1390 - 1391. Mircea cel Bătrân s-a preocupat permanent de înzestrarea și înfrumusețarea mănăstirii, prin întărirea drepturilor de proprietate asupra mai multor sate și moșii. De asemenea, i-a dat dreptul de exploatare a sării din salinele de la Ocnele Mari. Mănăstirea avea robi țigani, care erau folosiți atât la exploatarea sării, cât și la spălarea nisipurilor aurifere de pe Olt și Valea lui Stan de pe Lotru.

Pisania bisericii Mănăstirii Cozia

Pisania bisericii mănăstirii Cozia conține următoarele:
„Întru slava sfintei și de viață făcătoarei Troițe s-au înălțat din temelie această sfântă biserică, de creștinul Domn al Țării Românești Io Mircea Voievod, la leat 6809 și lipsindu-se de podoaba ei cea dintâi pentru mulțimea anilor, am luat iară această înfrumusețare, precum se vede, de cei ce s-au îndurat, în zilele prea luminatului Domn Io Constantin B.B. Voievod, fiind mitropolit al Țării Românești chir Teodosie și ostenitoriu chir Antim episcopulu de Râmnic leat 7215 (1707), la iegumenia prea cuviosului chir Mihail”.
Istoricii au convenit însă asupra faptului că anul 6809 (1301) inscripționat în piatra acestei pisanii este eronat, corect fiind anul 6894 (1386), așa cum apare în pisania pictată în interiorul bisericii.
La 28 martie 1415, printr-un hrisov al lui Mircea cel Bătrân, mănăstirii Cozia i s-a dăruit vama de la Genune. Lăcașul a primit ulterior donații din partea mai multor domnitori care au urmat. Astfel, până la 1500 au fost date 16 asemenea hrisoave prin care domnitorii întăresc posesiunile sale.
De-a lungul timpului mănăstirea a fost reparată și renovată de multe ori de domnitori ca Neagoe Basarab, Radu Paisie și Constantin Brâncoveanu. Ultima renovare și consolidare s-a făcut între 1 iulie 1958-1 ianuarie 1959 de către guvernul României, la intervenția patriarhului de atunci, Justinian Marina.
În timpul lui Neagoe Basarab s-a construit fântâna (care poartă numele domnului), iar între anii 1512 - 1521 s-a refăcut pictura. Constantin Brâncoveanu a construit la 1706 - 1707 pridvorul, în cunoscutul stil brâncovenesc.  În timpul ocupației austriece a Olteniei, mănăstirea a fost o fortăreață redutabilă în calea cotropitorilor.

Aici a slujit preotul Radu Șapcă, participant de seamă la revoluția burgheză de la 1848 din Țara Românească, numit curator civil prin decretul nr. 519 din 4 mai 1864 al domnitorului Alexandru Ioan Cuza. Este de remarcat cuvântarea sa din 24 ianuarie 1866 cu prilejul aniversării Unirii: 
„Știți că acest templu este zidit de prințul Mircea cel Bătrân pe la anul 1384. Acest prinț viteaz, asemenea și ceilalți Vlad al V-lea, Mihai Bravul al Valahiei, cum și Ștefan cel Mare al Moldovei s-au luptat vitejește pentru apărarea acestor țări, de a scăpa pe străbunii noștri de năvălirile ce veneau din alte părți.”

Mănăstirea a cunoscut și momente neplăcute. Astfel, între 1879 - 1893 autoritățile o transformă în pușcărie, lucru ce-l face pe Mihai Eminescu să scrie un articol virulent în ziarul Timpul din 12 septembrie 1882:
„Cozia, unde e înmormântat Mircea I, cel mai mare domn al Țării Românești, acela sub care țara cuprindea amândouă malurile Dunării până-n mare, Cozia unde e îmormântată familia lui Mihai vodă Viteazul, un monument istoric aproape egal ca vechime, cu țara - ce-a devenit aceasta? Pușcărie!”
Ulterior va fi și spital, în orice caz mult mai apropiată de preocupările monahilor de aici.
Un alt moment greu pentru sfântul lăcaș a fost perioada Primului Război Mondial, când a devenit grajd de cai, lucru specificat într-un raport din 16 iunie 1916: „...piatra comemorativă cu inscripția de la marele voevod Mircea cel Bătrân, fondatorul acestui monument istoric, am găsit-o deteriorată cu desăvârșire, în biserici băgându-se cai...”
La 15 mai 1938 a avut loc reînhumarea osemintelor lui Mircea cel Bătrân. La ceremonia oficiată de episcopul Vartolomeu al Râmnicului au participat principele moștenitor Mihai, savantul Nicolae Iorga, subsecretarul de stat la cultură și arte Nae Popescu și istoricul Ioan Lupaș.

## Bolnița Mănăstirii Cozia
În imediata apropiere a Mănăstirii Cozia se află Bolnița Sfinții Apostoli. Aceasta a fost ridicată de Radu Paisie (cunoscut și sub numele de Petru de la Argeș), fiu al lui Radu cel Mare și domn al Țării Românești între 1535-1545. Pictura murală a bolniței a fost realizată în 1542–1543 de către meșterii zugravi David și fiul său Raduslav. Este înscrisă pe lista monumentelor istorice din județul Vâlcea, având codul  VL-II-m-A-09697.05.

## Imagini

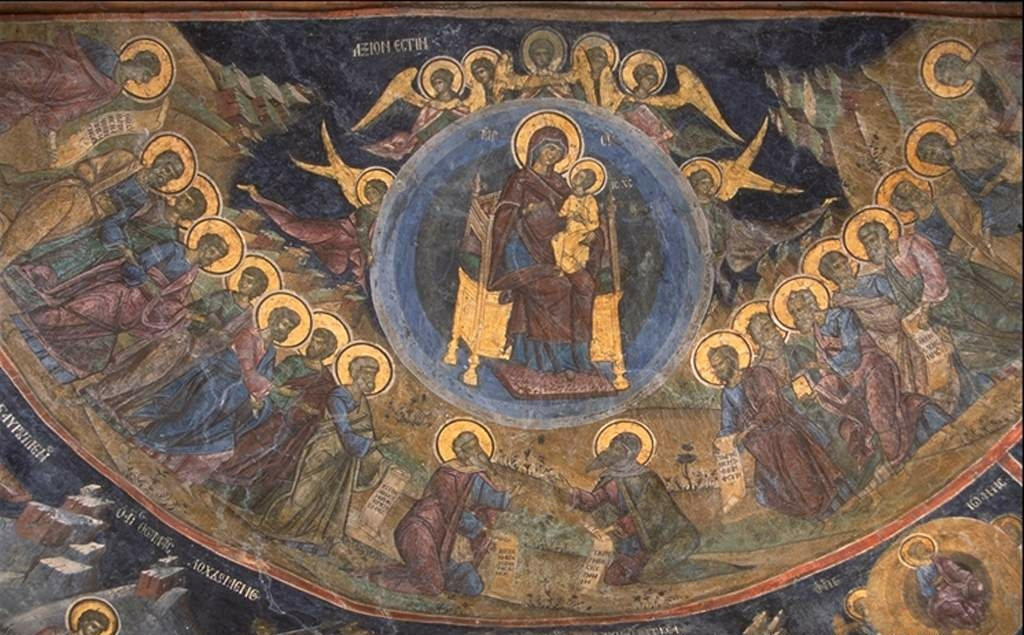
Pictură murală din pronaosul bisericii
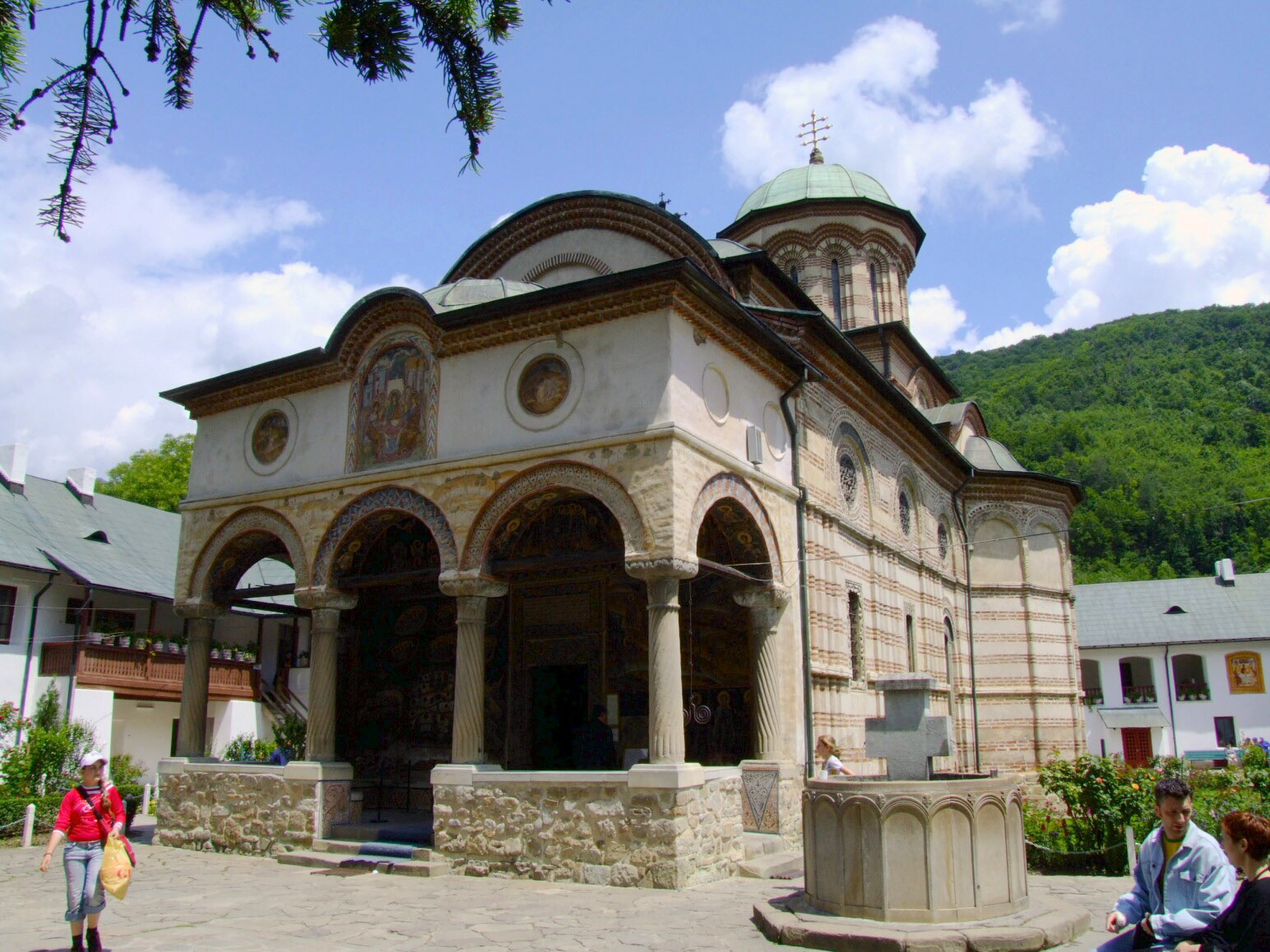
Pridvorul bisericii
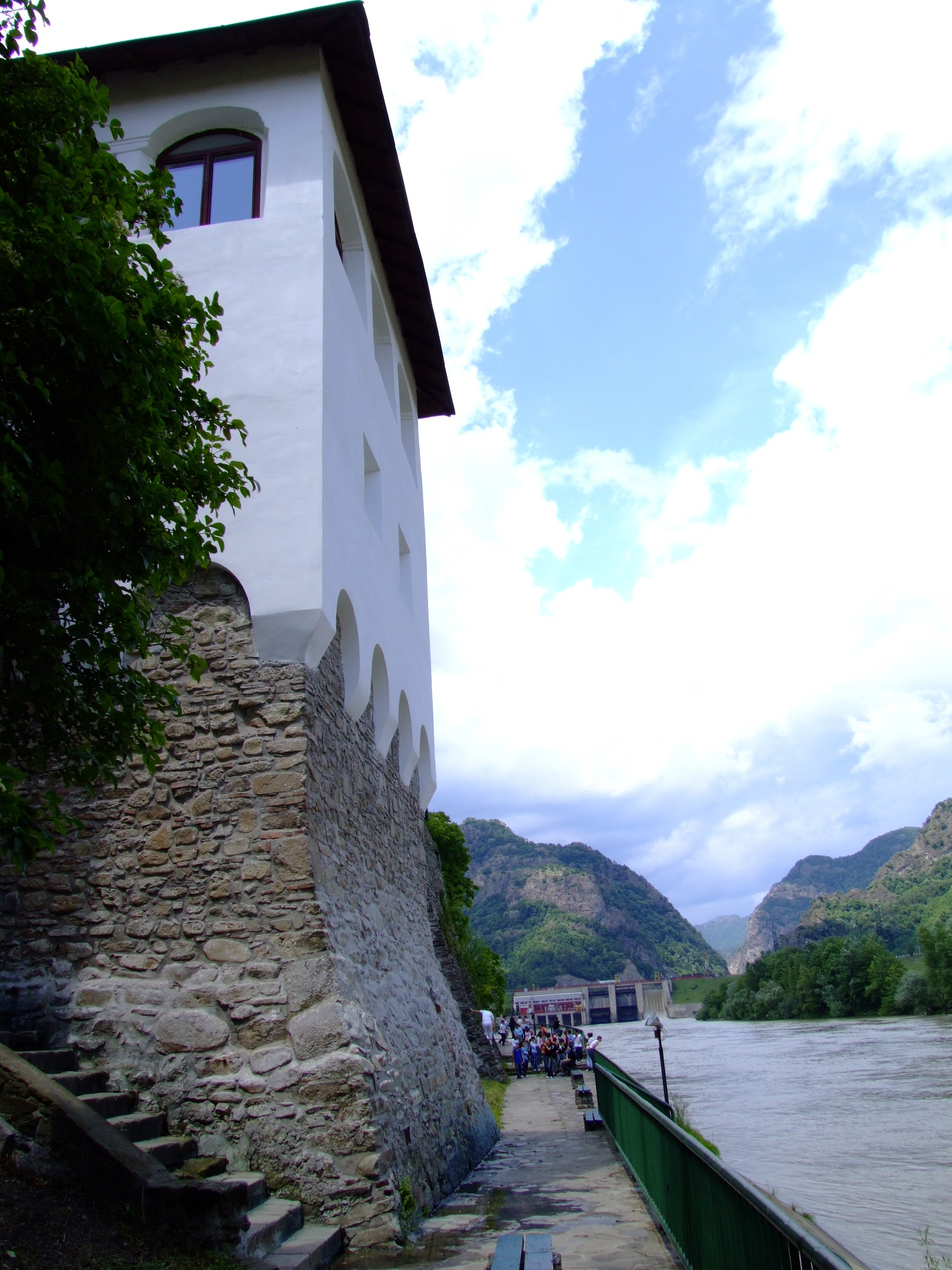
Oltul pe lângă zidurile din spate ale mănăstirii
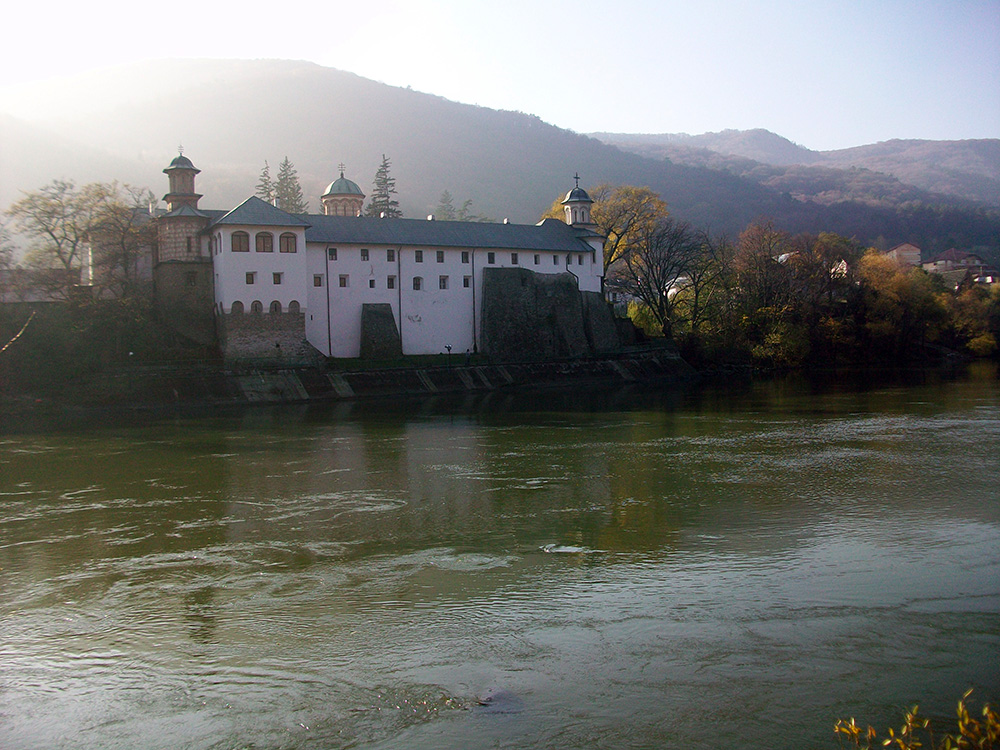
Mănăstirea văzută de pe celălalt mal al Oltului